# Ars-sur-Moselle
Ars-sur-Moselle este o comună franceză situată în departamentul Moselle, în regiunea Grand Est.
Comuna este cunoscută pentru fabrica sa de șuruburi și bolțuri, care echipează, printre altele, Tunelul Canalului Mânecii.
Comuna face parte din Parcul Natural Regional Lorena (în franceză Parc naturel régional de Lorraine).

## Geografie

### Localizare
Ars-sur-Moselle este, așa cum sugerează și numele său, situată nu doar în departamentul Moselle, ci și pe malul stâng al râului Moselle, la aproximativ 10 kilometri în amonte, la sud de orașul Metz.
De asemenea, se află la poalele versanților Moselle și în partea joasă a văii râului Mance, un mic afluent stâng al Moselle.

### Comune limitrofe
| Rezonville-Vionville | Gravelotte  | Vaux            |
| Gorze                |             | Jouy-aux-Arches |
|                      | Ancy-Dornot |                 |

### Căi de comunicație și transport

#### TER Lorraine
Gara din Ars-sur-Moselle, situată la 100 m de centrul orașului, este deservită de linia 1 a rețelei TER Lorraine, care leagă Luxemburg de Nancy. Astfel, permite legătura directă între Ars-sur-Moselle și Metz în 7 minute, și între Ars-sur-Moselle și Nancy în 45 de minute.

#### Rută rutieră
Ars-sur-Moselle este traversată de drumul care lega Metz de Nancy înainte de construirea autostrăzii A31. În prezent, localitatea este mai ușor accesibilă prin această autostradă, prin ieșirea 31 la Moulins-lès-Metz venind din nord sau ieșirea 30 la Jouy-aux-Arches venind din sud. Ars-sur-Moselle este de asemenea accesibilă dinspre est, prin podul care traversează Moselle și o leagă de localitatea vecină Jouy-aux-Arches, precum și dinspre vest, prin platoul loren și drumul D11 venind dinspre Gravelotte, care urmează valea râului Mance.

### Hidrografie
Comuna este situată în bazinul hidrografic al Rinului, în cadrul bazinului Rin-Meuse. Este drenată de Moselle, Moselle canalizată, canalul de Jouy, pârâul Vricholle, pârâul Parfond Val și pârâul Mance.
Moselle, cu o lungime totală de 560 de kilometri, dintre care 315 kilometri pe teritoriul Franței, își are izvorul în Munții Vosgi, la pasul Bussang, și se varsă în Rin la Koblenz, în Germania.
Moselle canalizată, cu o lungime totală de 135,2 km, își are izvorul în comuna Pont-Saint-Vincent și se varsă în Moselle la Kœnigsmacker, după ce traversează 61 de comune.

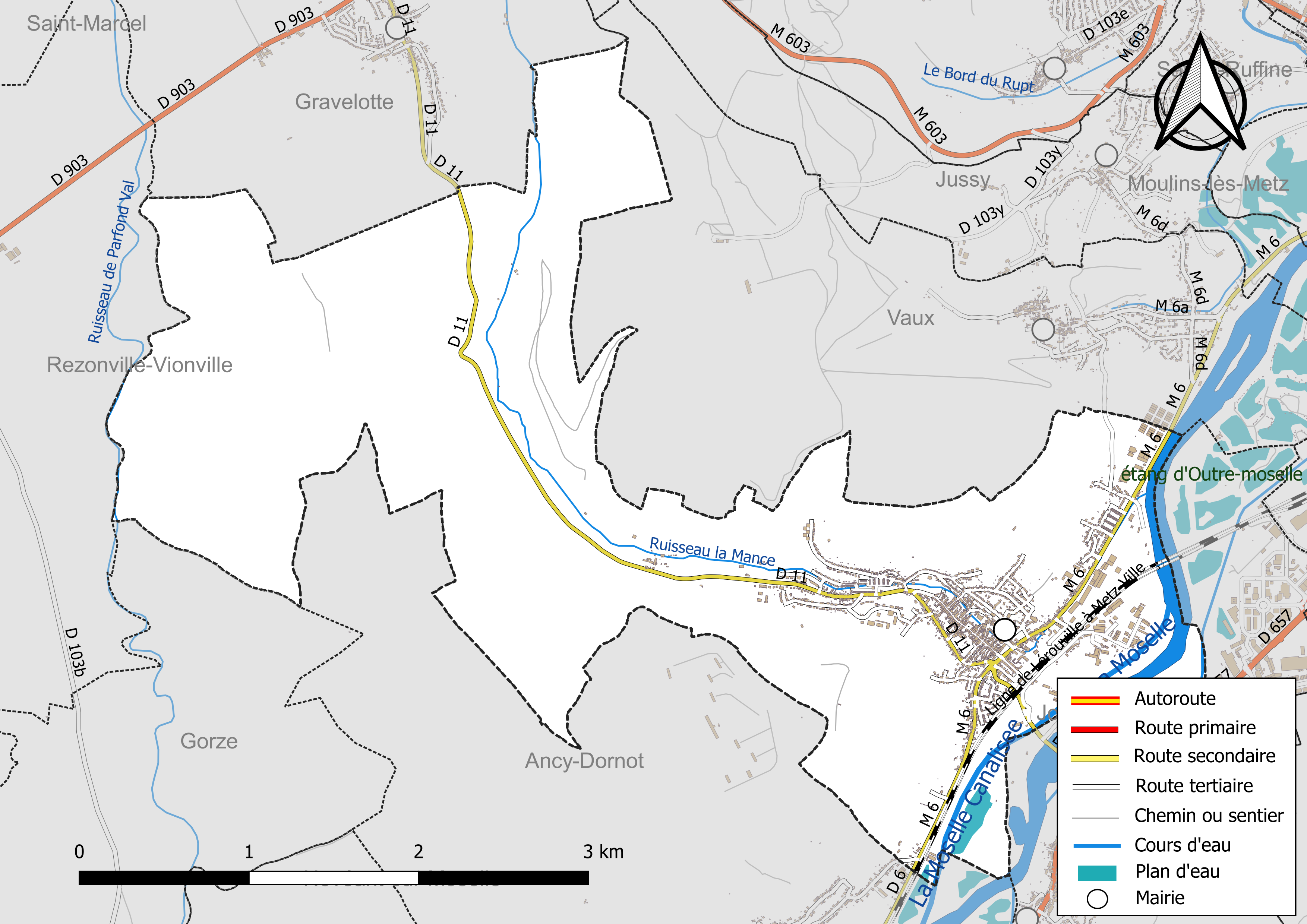
Rețelele hidrografică și rutieră din Ars-sur-Moselle.

### Climă
În 2010, clima comunei era de tip montan, conform unui studiu al CNRS, bazat pe o serie de date aferente perioadei 1971-2000. În 2020, Météo-France a publicat o tipologie a climatului din Franța metropolitană, în care comuna este clasificată cu un climat semi-continental și se află în regiunea climatică Lorena, platoul Langres, Morvan, caracterizată printr-o iarnă aspră (1,5 °C), vânturi moderate și ceață frecventă în toamnă și iarnă.
Pentru perioada 1971-2000, temperatura medie anuală este de 9,4 °C, cu o amplitudine termică anuală de 16,3 °C. Cantitatea medie anuală de precipitații este de 758 mm, cu 12,6 zile de precipitații în ianuarie și 9,5 zile în iulie. Pentru perioada 1991-2020, temperatura medie anuală observată la stația meteorologică cea mai apropiată, situată în comuna Augny la 4 km distanță în linie dreaptă, este de 11,1 °C, iar cantitatea medie anuală de precipitații este de 713,5 mm.
Pentru viitor, parametrii climatici estimati pentru comună, pentru anul 2050, conform diferitelor scenarii de emisii de gaze cu efect de seră, pot fi consultati pe un site dedicat publicat de Météo-France în noiembrie 2022.

## Urbanism

### Tipologie
La 1 ianuarie 2024, Ars-sur-Moselle este clasificată ca centură urbană, conform noii grile comunale de densitate cu șapte niveluri, definită de INSEE (Institutul Național de Statistică și Studii Economice) în 2022. Ea aparține unității urbane Metz, o aglomerație intra-departamentală care reunește 42 de comune, dintre care face parte ca localitate de periferie. De asemenea, comuna face parte din zona metropolitană a orașului Metz, din care este o comună de centură. Această zonă, care reunește 245 de comune, este clasificată în categoria zonelor cu 200.000 până la mai puțin de 700.000 de locuitori.

### Utilizarea terenului
Ocuparea terenurilor din comună, așa cum reiese din baza de date europeană privind ocuparea biofizică a solurilor Corine Land Cover (CLC), este marcată de importanța pădurilor și mediilor semi-naturale (65,1 % în 2018), în creștere față de 1990 (58,4 %). Repartiția detaliată în 2018 este următoarea: păduri (60,9 %), terenuri arabile (9,5 %), zone industriale sau comerciale și rețele de comunicație (7,7 %), zone urbanizate (6,8 %), zone agricole eterogene (5 %), medii cu vegetație arbustivă și/sau ierboasă (4,1 %), zone umede interioare (3,4 %), ape continentale (2,5 %). Evoluția ocupării terenurilor în comună și a infrastructurilor sale poate fi observată pe diferitele reprezentări cartografice ale teritoriului: harta Cassini (secolul XVIII), harta de stat-major (1820-1866) și hărțile sau fotografiile aeriene ale IGN pentru perioada actuală (1950 până în prezent).

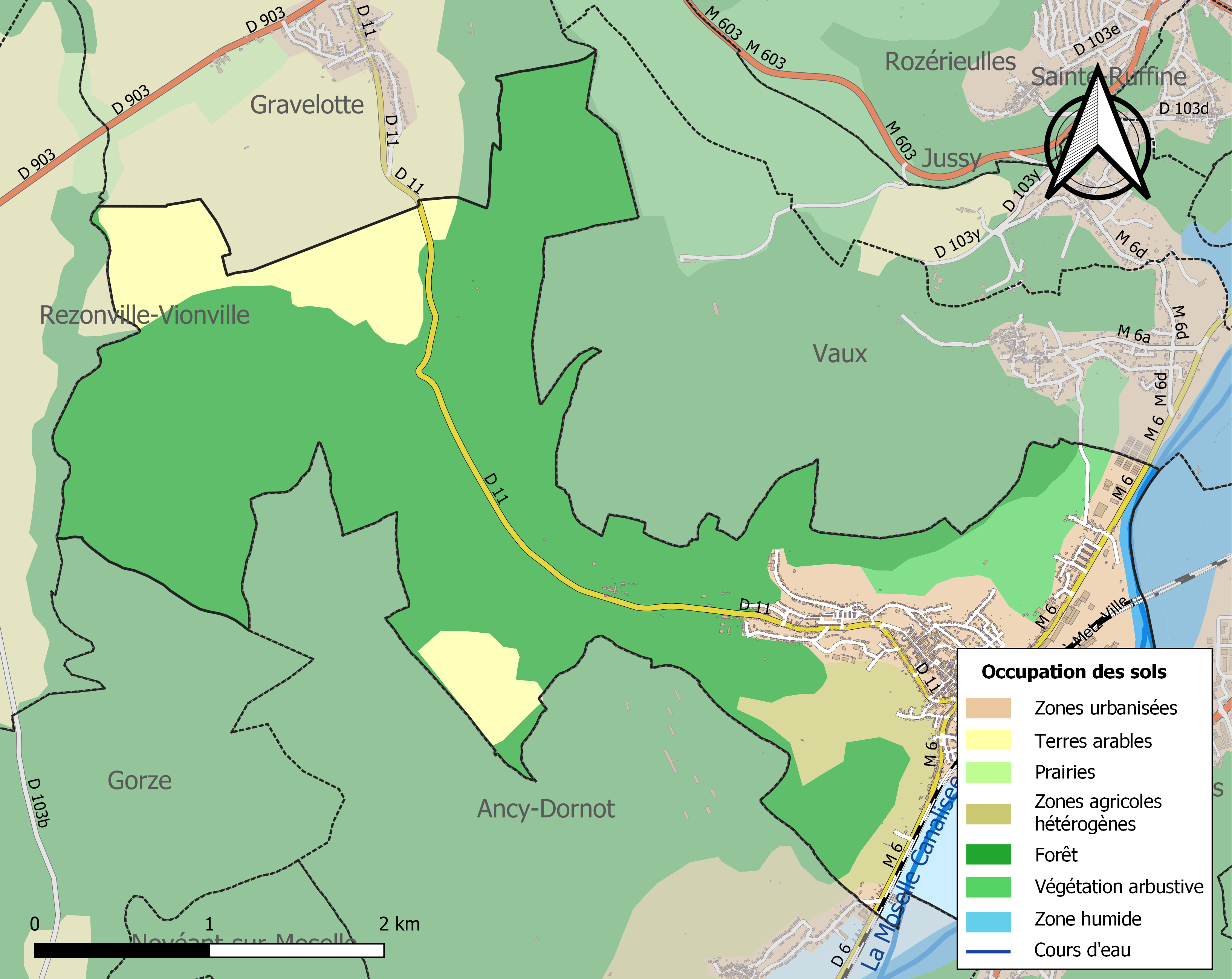
Harta infrastructurii și utilizării terenului a comunei în 2018 (CLC).

## Toponimie
Numele localității este atestat sub formele Arcus sau Arx în Evul Mediu, în anul 881. În germană Ars an der Mosel, între 1871 și 1918 și din nou Ars an der Mosel între 1940 și 1944.
Numele provine din pluralul arcae, derivat din latinescul arcus, care înseamnă „arcadă”; denumirea face referire la arcele apeductului de la Gorze la Metz, aflate și astăzi la Ars-sur-Moselle.

## Istorie

### Origini
Un document din anul 881 menționează existența satului. Ulterior, a devenit o primărie episcopală a Văii Metz în Evul Mediu târziu. Satul deținea cea mai mare suprafață de vii din Moselle. În 1325, în timpul Războiului celor patru seniori, trupele ducelui de Lorena și ale contelui de Bar „au venit cu mare putere în valea de Metz (...) în fața Airs sur Muzelle, unde au călcat viile și au ars păcelele viilor”. Împreună cu Ancy-sur-Moselle, Ars era la acea vreme unul dintre cele mai importante târguri viticole din această parte a văii Mosellei. În timpul asediului orașului Metz din 1444, când Écorcheurs („Jupuitorii”) „poposesc” în Ținutul Messin, mai mulți locuitori din Ars nu ezită să iasă din zidurile orașului Metz, unde populația se refugiase, pentru a merge să recupereze butoaie cu vin de la soldații mercenari.
Comuna a absorbit, între 1790 și 1794, fosta comună Manu.

### Secolul al XIX-lea
În 1817, Ars, sat din fosta provincie a Celor Trei Episcopii, situat pe malul stâng al râului Moselle și traversat de Mance, număra 1.203 locuitori repartizați în 221 de case.
Satul a cunoscut o dezvoltare industrială importantă în secolul al XIX-lea, datorită exploatării fierului. Bine situat pe linia de cale ferată Metz–Nancy, vechiul târg viticol s-a dezvoltat datorită minereului oolitic. Ars-sur-Moselle a avut de fapt trei situri cu furnale înalte. În jurul anului 1848, mesienii Mayer-Dupont și Dreyfus cumpără la Ars-sur-Moselle uzina neterminată Saint-Benoît și construiesc uzina Saint-Paul. Uzina Saint-Paul cuprindea patru furnale înalte și cuptoare de puddling, permițând transformarea fontei în fier. Maestrii fierari din Saarland — Karcher și Westermann — construiesc de asemenea o uzină cu două furnale înalte, puse în funcțiune în 1858 și 1861, ducând capacitatea totală a sitului la șase furnale înalte. Instalațiile din Ars-sur-Moselle se aflau în plină prosperitate când a izbucnit războiul din 1870.
Ca și celelalte comune din actualul departament Moselle, Ars-sur-Moselle a fost anexată Imperiului German între 1871 și 1918. Piața germană fiind un mare consumator de vin, anexarea a adus o gură de oxigen pentru un podgorie deja amenințată de concurența producătorilor din sudul Franței. Interesată de producția locală de struguri, firma Kupferberg, un producător de vin spumant, s-a instalat la Ars. Însă, filoxera și-a făcut apariția în comună încă din 1877. În ciuda înființării, în 1896, a unei „Weinbaugenossenschaft des Metzer Landes”, o asociație a viticultorilor din Ținutul Messin, podgoria a intrat pe un drum al declinului.
Centura fortificată a orașului Metz, construită începând cu 1868, a fost completată de germani încă din primii ani ai anexării. Mai multe forturi au fost construite pe înălțimile comunei, printre care și Grupul fortificat Driant, situat pe malul sudic al râului Mance, pe versanții Mosellei. Echipate cu mai multe baterii de calibru mare, aceste forturi acopereau vale râului Moselle, precum și platoul, care a fost scena unor lupte violente în timpul războiului din 1870. În 1914, prima mașină de fabricat șuruburi a fost instalată pe terenul uzinei siderurgice din Ars.

### Secolele XX și XXI
La izbucnirea Primului Război Mondial, locuitorii din Moselle luptă în mod firesc pentru Imperiul German. Mulți tineri și-au pierdut viața pe câmpul de luptă, purtând uniforma germană, atât pe Frontul de Est, cât și pe cel de Vest, în special în Franța și în Flandra. Deși au fost supuși loiali ai împăratului, locuitorii din Moselle au primit cu bucurie sfârșitul ostilităților și revenirea păcii.
În perioada interbelică, podgoria își continuă declinul. Fortificațiile din zonă rămân active și sunt integrate în sistemul de fortificații francez al Liniei Maginot, după ce au fost studiate cu atenție de către inginerii francezi.
Al Doilea Război Mondial și drama anexării vor lăsa o amprentă profundă asupra memoriei colective. Mulți tineri au fost încorporați forțat în armata germană și trimiși pe Frontul de Est. Unii dintre ei nu s-au mai întors niciodată. Un lagăr pentru muncitori din Est – a fost instalat pe amplasamentul depozitului de geniu al Liniei Maginot, permițând uzinei „Forges et Boulonnerie” să participe la efortul de război al Reichului. În urma bombardamentelor americane, o parte din producție a fost transferată în incinta fortului Driant. În fața înaintării trupelor americane, armata germană a decis în august 1944 să rearmeze forturile aflate la vest de Metz. În septembrie 1944, soldații Diviziei 462 Volks-Grenadier s-au baricadat în forturile din sector și au înfruntat Armata a III-a a generalului Patton. Populația civilă a fost evacuată. Fortul Driant, punct strategic de acces spre valea Mosellei, a fost în centrul unor lupte extrem de violente, care au durat timp de trei luni. Bătălia pentru Metz s-a încheiat în decembrie 1944, cu victoria Aliaților.
Începând cu 1952, numeroase programe imobiliare, constând în locuințe colective sau case individuale, au permis dezvoltarea urbanistică a comunei. Totuși, această extindere urbană consumă în prezent versanții și valea râului Mance, punând în pericol chiar și patrimoniul arhitectural de interes istoric al comunei.

## Populația și societatea

### Date demografice
Evoluția numărului de locuitori este cunoscută prin recensămintele populației efectuate în comună începând din 1793. Pentru comunele cu mai puțin de 10 000 de locuitori, un recensământ al întregii populații este realizat la fiecare cinci ani, populațiile legale pentru anii intermediari fiind estimate prin interpolare sau extrapolare.
În 2022, comuna număra 4 645 locuitori, în scădere cu -0,85 % față de 2016 (Moselle: +0,52 %, Franța fără Mayotte: +2,11 %).
| An        | 1793  | 1821  | 1841  | 1861  | 1875  | 1885  | 1900  | 1921  | 1936  | 1962  | 1982  | 2006  | 2014  | 2022  |
| --------- | ----- | ----- | ----- | ----- | ----- | ----- | ----- | ----- | ----- | ----- | ----- | ----- | ----- | ----- |
| Populație | 1 171 | 1 307 | 1 453 | 5 016 | 5 708 | 4 638 | 4 081 | 2 756 | 3 526 | 5 182 | 5 039 | 4 603 | 4 739 | 4 645 |

## Cultură locală și patrimoniu

### Locuri și monumente

#### Clădiri civile
- vestigii preistorice și antice;
- vestigii ale arcadelor și ale apeductului roman, precum și bazin de decantare, pilon (care conducea apele de la Gorze la Metz), edificiu clasat ca monument istoric[22];
- casă din secolul al XVI-lea: poartă renascentistă cu coloane sculptate, blazon datat 1593, situată la nr. 42, rue Maréchal-Foch, înscrisă pe lista monumentelor istorice prin ordinul din 3 octombrie 1929[36];
- imobil din secolul al XVI-lea: fațadă înscrisă prin ordinul din 9 ianuarie 1930, situat la nr. 44, rue Maréchal-Foch[37];
- monumentul eroilor;
- ruinele morii de pe Mance;
- panoramă de pe Gorgimont (360 m);
- ruinele unei construcții de origine necunoscută în pădurea Gerbéhaie sau de la Citerne;
- poarta Morlane;
- primăria și fostul tribunal;
- fosta școală (1865);
- parc municipal.

#### Clădiri religioase
- Biserica Saint-Martin, în stil neoromanic, construită în 1816 și extinsă în 1860, pe locul fostei biserici fortificate care a ars în 1807: se mai păstrează o parte din zidul de incintă și o statuie a Fecioarei Maria de la Mance din secolul al XV-lea;
- Capela Saint-Roch, construită în 1867, în urma unei epidemii de holeră, amenințată cu distrugerea, în prezent în curs de restaurare de către fraternitatea Sfântul Pius al X-lea, în baza unei convenții între episcopia din Metz și primăria din Ars-sur-Moselle;
- Oratoriul Notre-Dame de la Mance (altădată loc dedicat sfintei Agata, unde fusese ridicată o capelă care a fost distrusă, fiind înlocuită cu un sanctuar marian dedicat Notre-Dame de Lorette; numele Mance provine de la cuvântul latin Mensa, care înseamnă „casă”), situat pe drumul spre Gravelotte, înainte de ieșirea din comună;
- Crucea Saint-Clément;
- Templu protestant reformat, pe rue du Président-Wilson, construit în 1912;
- Cimitir protestant.

### Personalități
- Ernest Bussière (1863–1913), sculptor, născut la Ars-sur-Moselle.